# Steintor (Malchin)

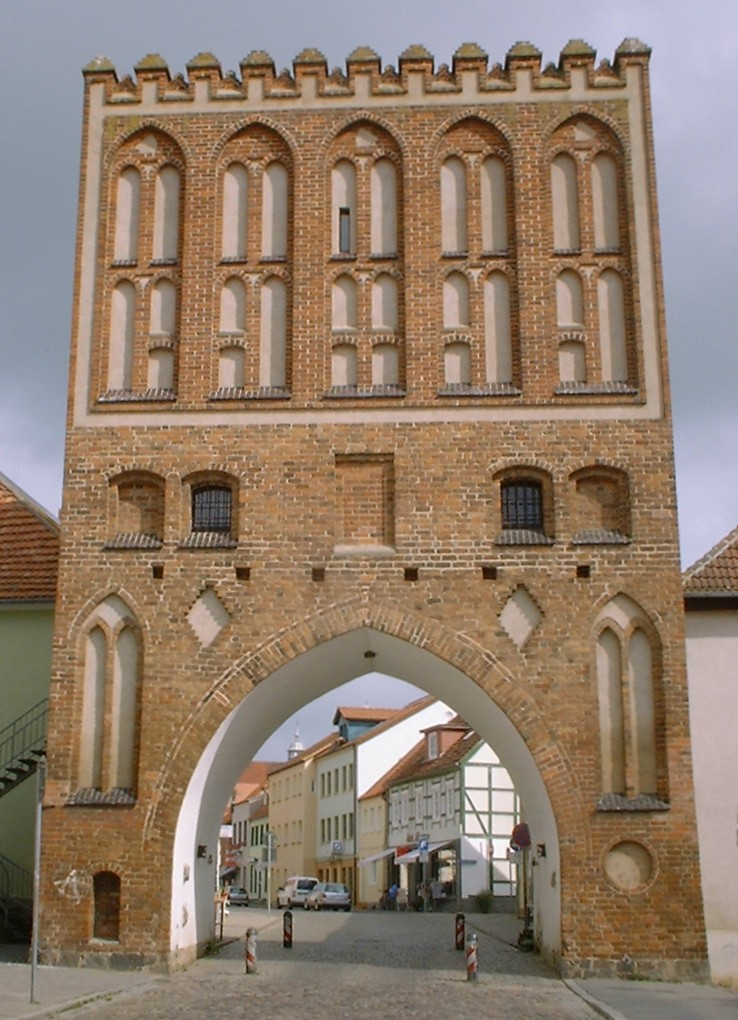
Das Steintor

Das  Steintor in Malchin ist eines der vier Tore der Wehranlage, welches die Stadt Malchin umgab. Der jetzige Bau ist ein Nachbau des ursprünglichen zweigeschossigen Backsteinbaues mit Feldsteinsockel und Pultdach aus dem 14. Jahrhundert.
Es wurde als Doppeltor erbaut und der untere Innenraum des Vortores diente noch bis ins 19. Jahrhundert als Gefängnis. Später begann der teilweise Abbruch. Im Jahr 1893 wurde das Steintor zum Abbruch freigegeben und verkauft. Der Malchiner Hofdekorationsmaler Fritz Greve setzte sich vehement für den Erhalt des Gebäudes ein. Auch der mecklenburgische Großherzog Friedrich Franz III. bekundete seinen Willen das Tor wiederherstellen zu lassen. Daraufhin wurde das Tor bis zum Oktober 1894 in Anlehnung an das Original im neogotischen Stil aufgebaut und am 15. Dezember dem Magistrat als Eigentum der Stadt Malchin übergeben. Heute ist das Steintor eine der bedeutenden Sehenswürdigkeiten der Stadt.